# Rachel McQuillan
Rachel McQuillan (Newcastle, 2 dicembre 1971) è un'ex tennista australiana.

## Carriera
Ottiene ottimi risultati a livello giovanile, nel doppio insieme ad Jo-Anne Faull vince gli Australian Open 1988, il Torneo di Wimbledon e arriva alla finale degli US Open 1989. Nel singolare raggiunge due finali consecutive nello Slam statunitense, nel 1988 viene sconfitta da Carrie Cunningham e l'anno successivo da Jennifer Capriati.
Tra i professionisti vince cinque titoli WTA nel doppio raggiungendo la quindicesima classifica nel giugno 1992.
Nei tornei dello Slam ha ottenuto i migliori risultati nel doppio misto dove, in coppia con David Macpherson, ha raggiunto cinque semifinali senza tuttavia arrivare al match decisivo.
Nel doppio femminile riesce a vincere una medaglia alle Olimpiadi di Barcellona insieme a Nicole Bradtke.
In Fed Cup gioca un totale di trentadue match con la squadra australiana vincendone undici.

## Statistiche

### Doppio

#### Vittorie (5)
| Legenda: Prima del 2009 | Legenda: Dal 2009     |
| ----------------------- | --------------------- |
| Grande Slam (0)         |                       |
| Ori Olimpici (0)        |                       |
| WTA Championships (0)   |                       |
| Tier I (0)              | Premier Mandatory (0) |
| Tier II (0)             | Premier 5 (0)         |
| Tier III (4)            | Premier (0)           |
| Tier IV & V (1)         | International (0)     |

| No. | Data              | Torneo                                 | Superficie | Compagna        | Avversarie in finale                   | Punteggio     |
| 1.  | 25 agosto 1991    | Schenectady Open, Schenectady          | Cemento    | Claudia Porwik  | Nicole Arendt Shannan McCarthy         | 6–2, 6–4      |
| 2.  | 29 agosto 1993    | Schenectady Open, Schenectady          | Cemento    | Claudia Porwik  | Florencia Labat Barbara Rittner        | 4–6, 6–4, 6–2 |
| 3.  | 19 settembre 1993 | Hong Kong Open, Hong Kong              | Cemento    | Karin Kschwendt | Debbie Graham Marianne Werdel-Witmeyer | 1–6, 7–6 6–2  |
| 4.  | 18 giugno 2000    | DFS Classic, Birmingham                | Erba       | Lisa McShea     | Cara Black Irina Seljutina             | 6–3, 7–6(5)   |
| 16. | 7 ottobre 2001    | Japan Open Tennis Championships, Tokyo | Cemento    | Liezel Huber    | Janet Lee Wynne Prakusya               | 6–2, 6–0      |

### Risultati in progressione
| Sigla | Risultato               |
| ----- | ----------------------- |
| V     | Vincitore               |
| F     | Finalista               |
| SF    | Semifinalista           |
| O     | Oro olimpico            |
| A     | Argento olimpico        |
| SF    | Bronzo olimpico         |
| QF    | Quarti di Finale        |
| 4T    | Quarto turno            |
| 3T    | Terzo turno             |
| 2T    | Secondo turno           |
| 1T    | Primo turno             |
| RR    | Round Robin             |
| LQ    | Turno di qualificazione |
| A     | Assente                 |
| ND    | Non disputato           |

| Legenda superfici    |
| -------------------- |
| Cemento              |
| Terra battuta        |
| Erba                 |
| Superficie variabile |

#### Singolare nei tornei del Grande Slam
| Torneo          | 1988 | 1989 | 1990 | 1991 | 1992 | 1993 | 1994 | 1995 | 1996 | 1997 | 1998 | 1999 | 2000 | 2001 | 2002 | 2003 |
| --------------- | ---- | ---- | ---- | ---- | ---- | ---- | ---- | ---- | ---- | ---- | ---- | ---- | ---- | ---- | ---- | ---- |
| Australian Open | 1T   | 1T   | 4T   | 4T   | 3T   | 1T   | 3T   | 1T   | 1T   | 1T   | 1T   | 2T   | 1T   | 1T   | 1T   | 1T   |
| Open di Francia | A    | 1T   | 1T   | 4T   | A    | 2T   | 1T   | 1T   | 1T   | 1T   | 1T   | A    | A    | 3T   | A    | A    |
| Wimbledon       | A    | A    | 2T   | 1T   | 1T   | 2T   | 2T   | 2T   | A    | 1T   | 1T   | A    | A    | 1T   | A    | A    |
| US Open         | A    | 1T   | 2T   | 2T   | 3T   | 1T   | 1T   | 1T   | A    | 4T   | 1T   | A    | 1T   | 2T   | A    | A    |

#### Doppio nei tornei del Grande Slam
| Torneo          | 1988 | 1989 | 1990 | 1991 | 1992 | 1993 | 1994 | 1995 | 1996 | 1997 | 1998 | 1999 | 2000 | 2001 | 2002 | 2003 |
| --------------- | ---- | ---- | ---- | ---- | ---- | ---- | ---- | ---- | ---- | ---- | ---- | ---- | ---- | ---- | ---- | ---- |
| Australian Open | 1T   | 2T   | QF   | 1T   | 3T   | 2T   | 1T   | 1T   | 2T   | 2T   | QF   | 1T   | 1T   | 3T   | 1T   | 2T   |
| Open di Francia | A    | 3T   | 3T   | 3T   | A    | 3T   | 3T   | 1T   | 3T   | 1T   | 1T   | 2T   | 2T   | 1T   | 1T   | 2T   |
| Wimbledon       | 2T   | A    | 1T   | 3T   | 1T   | 3T   | 1T   | 2T   | 3T   | 1T   | 1T   | 1T   | 1T   | QF   | 1T   | 1T   |
| US Open         | A    | 1T   | 1T   | QF   | QF   | 3T   | 2T   | 2T   | 2T   | 2T   | 3T   | 1T   | 1T   | 1T   | 1T   | 1T   |

#### Doppio misto nei tornei del Grande Slam
| Torneo          | 1988 | 1989 | 1990 | 1991 | 1992 | 1993 | 1994 | 1995 | 1996 | 1997 | 1998 | 1999 | 2000 | 2001 | 2002 | 2003 |
| --------------- | ---- | ---- | ---- | ---- | ---- | ---- | ---- | ---- | ---- | ---- | ---- | ---- | ---- | ---- | ---- | ---- |
| Australian Open | 2T   | A    | A    | QF   | SF   | 2T   | A    | 2T   | 2T   | 1T   | 2T   | QF   | A    | QF   | A    | A    |
| Open di Francia | A    | 2T   | 3T   | 1T   | A    | 3T   | 1T   | SF   | 2T   | QF   | SF   | 2T   | 2T   | A    | A    | A    |
| Wimbledon       | A    | A    | 1T   | 2T   | 1T   | 2T   | 3T   | 1T   | 3T   | 1T   | 3T   | 2T   | 1T   | 1T   | 1T   | 1T   |
| US Open         | A    | A    | SF   | 1T   | 2T   | A    | QF   | A    | SF   | A    | QF   | 2T   | A    | A    | A    | A    |

## Vittorie contro giocatrici Top 10
| Stagione | 1995 | 1996 | 1997 | 1998 | 1999 | 2000 | 2001 | Totale |
| Vittorie | 1    | 0    | 1    | 0    | 0    | 0    | 1    | 3      |

| #    | Giocatrice        | Ranking | Evento                                      | Superficie | Turno | Punteggio   | Rank. RMR |
| ---- | ----------------- | ------- | ------------------------------------------- | ---------- | ----- | ----------- | --------- |
| 1995 |                   |         |                                             |            |       |             |           |
| 1.   | Lindsay Davenport | 6       | Lipton Championships, Miami                 | Cemento    | 4T    | 7-6(4), 6-2 | 88        |
| 1997 |                   |         |                                             |            |       |             |           |
| 2.   | Conchita Martínez | 9       | US Open, New York                           | Cemento    | 3T    | 6-2, 7-5    | 100       |
| 2001 |                   |         |                                             |            |       |             |           |
| 3.   | Mary Pierce       | 7       | Dubai Duty Free Tennis Championships, Dubai | Cemento    | QF    | 6-3, 6-1    | 111       |